# Андросов Василь Петрович
Васи́ль Петро́вич Андро́сов (*1803—†1841) — російський економіст і статистик.

## Життєпис
1824 закінчив Московський університет. Викладав географію і статистику в с.-г. школі в Москві; співробітничав у журналах «Атеней», «Московский вестник», з 1835 — редактор «Московского наблюдателя», в якому брали участь Бєлінський, Станкевич та ін. Андросов склав для учнів школи першу в Росії систему економічної статистики — «Господарська статистика Росії» (1827).
В 1832 вийшла «Статистична записка про Москву», 1833 — перша в Росії монографія з історії політ. економії «Про предмети і сучасний стан економії політичної».
У своїх працях Андросов висловив багато передових ідей, передбачив перетворення статистики державознавства в статистику числового напряму.